# Yoshihito Fujita
Yoshihito Fujita (født 13. april 1983) er en japansk fodboldspiller, som spiller for den japanske fodboldklub Blaublitz Akita.